# Cosmorhoe porrittii
Cosmorhoe porrittii là một loài bướm đêm trong họ Geometridae.